# مقاطعة هايد (كارولاينا الشمالية)
مقاطعة هايد (بالإنجليزية: Hyde County)‏ هي إحدى مقاطعات ولاية كارولاينا الشمالية في الولايات المتحدة الأمريكية. مركز المقاطعة أو مقعدها هي مدينة سوان كوارتر. تأسست هذه المقاطعة سنة 1705.أصل هذه المقاطعة يأتي من: مقاطعة أصلية
تم تسميتها مقاطعة ويكهام في الأصل|.